# Hans Hinkel

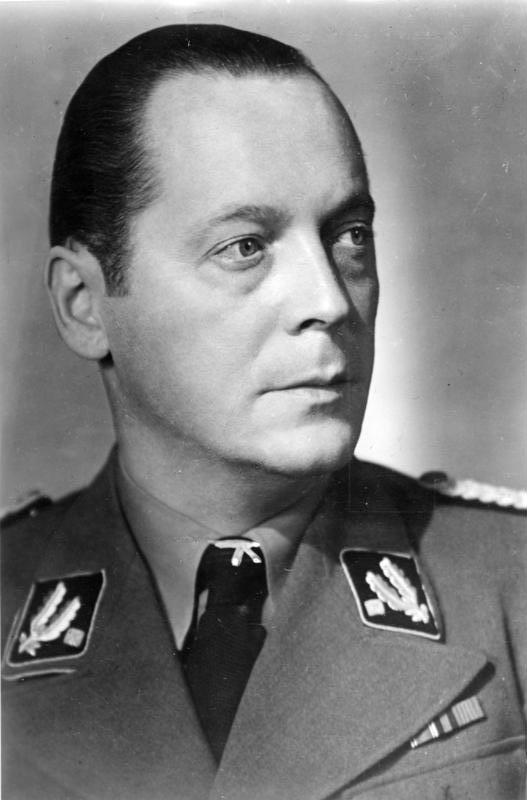
Hans Hinkel in der Uniform eines SS-Brigadeführers (1939)

Johann Heinrich „Hans“ Hinkel (* 22. Juni 1901 in Worms; † 8. Februar 1960 in Göttingen) war ein NSDAP-Funktionär, Journalist, Reichstagsabgeordneter, Ministerialbeamter und SS-Gruppenführer im nationalsozialistischen Deutschen Reich.

## Leben
Hinkel, Sohn des Wormser Metzgermeisters Johann Hinkel und seiner Ehefrau Eva Elisabetha, geb. Dannheimer, studierte (nach dem Abitur in Worms) ab 1919 Staatswissenschaft und Philosophie in Bonn. Bereits 1919 hatte er sich der Burschenschaft Sugambria Bonn angeschlossen. Nach einer Auseinandersetzung mit französischen Besatzungssoldaten wurde er aus dem Rheinland ausgewiesen und setzte daher sein Studium in München fort, ohne einen Abschluss zu erreichen.
1920 trat er dem Freikorps Oberland sowie am 4. Oktober 1921 erstmals der NSDAP bei (Mitgliedsnummer 4.686). Ebenfalls 1921 wurde er SA-Mitglied (bis 1928). 1923 nahm er am Hitlerputsch teil und floh anschließend nach Niederbayern. Von Juni 1924 bis November 1926 fungierte er als Herausgeber der „Völkischen Innwacht“ bzw. „Inn- und Salzachwacht“ in Neuötting. Nach dem Verbot und der Wiederzulassung der NSDAP trat er zum 20. Dezember 1926 erneut der Partei bei (Mitgliedsnummer 48.945). Im September 1926 war er Geschäftsführer der NSDAP-Gauleitung Hessen-Nassau in Kassel. 1927 war er mit dem Aufbau des „Kampfverlages“ der Gebrüder Gregor und Otto Strasser in Berlin befasst. Als dessen Schriftleiter gehörte ihm im Folgejahr ein Drittel des Verlages. Als Otto Strasser 1930 die NSDAP verließ, blieb Hinkel in der Partei. Er wurde im selben Jahr Reichstagsmitglied für die NSDAP, zudem NSDAP-Presseleiter des Gaues Berlin und Herausgeber der „Deutschen Kultur-Wacht“. Bis 1932 war er Redakteur für die Berliner Ausgabe des Völkischen Beobachters. Daneben war er im völkisch gesinnten, antisemitischen „Kampfbund für deutsche Kultur“ tätig. Sein Eintritt in die SS erfolgte 1931 (SS-Nummer 9.148).
Nach der „Machtergreifung“ der NSDAP 1933 wurde Hinkel Reichsorganisationsleiter des Kampfbundes für deutsche Kultur (KfdK) und Dritter Geschäftsführer der Reichskulturkammer. Ab Juli 1933 überwachte Hinkel als Staatskommissar und „Reichskulturwalter“ den Kulturbund Deutscher Juden, der am 15. Juli 1933 gegründet und am 11. September 1941 durch die Gestapo Berlin aufgelöst wurde. In dieser Funktion sorgte Hinkel für eine Abschottung von den nicht-jüdischen Künstlern. Seit 1935 war Hinkel im Reichsministerium für Volksaufklärung und Propaganda als Sonderbeauftragter für „Kulturpersonalien“ zuständig („Sonderreferat Hinkel – Judenfragen“). In dieser Funktion war der SS-Offizier und Blutordensträger insbesondere für die Verdrängung jüdischer Deutscher aus dem Kulturbetrieb verantwortlich, die sogenannte „Entjudung“. Hinkel war unter anderem die treibende Kraft hinter dem Druck, der auf den populären Schauspieler Joachim Gottschalk ausgeübt wurde, sich von seiner jüdischen Frau zu trennen. Im Oktober 1940 noch Ministerialdirigent und als solcher u. a. zuständig für die Truppenbetreuung, stieg Hinkel bis Mitte 1941 zum Ministerialdirektor auf.
Hinkel war von 1927 bis 1938 mit Anna, geb. Danzer, aus Neuötting verheiratet. Aus der schließlich geschiedenen Ehe waren zwei gemeinsame Kinder hervorgegangen. Am 25. September 1942 heiratete Hinkel dann in Berlin Anita Spada-Kambeck. Die Sängerin (geb. 1913 in Essen) war als Mitglied des Scala-Ensembles im Oktober 1939 nach einer Denunziation wegen regimekritischer Äußerungen u. a. auf Betreiben von Joseph Goebbels für einige Wochen in das KZ Ravensbrück verschleppt worden. Seither hatte sie ihre Einstellung zum Regime jedoch offenbar geändert, so dass Goebbels bei der Hochzeit sogar als Trauzeuge fungierte.

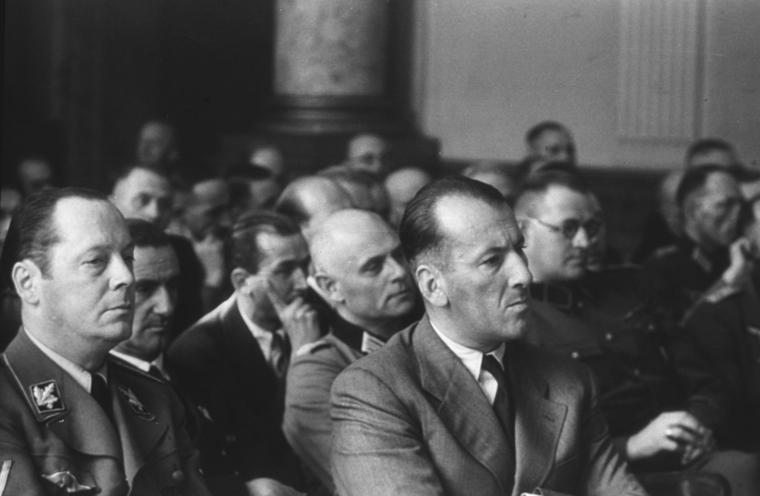
Hans Hinkel (li.) neben Ernst Kaltenbrunner (Mitte) unter den Zuschauern eines Prozesses vor dem Volksgerichtshof nach dem 20. Juli 1944

Ende 1942 übernahm Hinkel im Reichsministerium für Volksaufklärung und Propaganda die Leitung der Filmabteilung. Hinkel organisierte Probevorführungen von Filmen vor Propagandaexperten, Einrichtungen und Behörden. Propagandafilme wurden laufend auf ihre Wirksamkeit getestet. Da die antisemitische Filmpropaganda eine Kernfrage des Nationalsozialismus berührte, dienten diese Testvorführungen zugleich auch als Mittel, um den gesamten Propagandaapparat auf eine gemeinsame, radikale Linie einzuschwören. In der SS hatte Hinkel ab April 1943 den Rang eines Gruppenführers inne. Im März 1944 wurde Hinkel neuer Reichsfilmintendant, Mitte des Jahres war er auch Vizepräsident der Reichskulturkammer. Er sorgte dafür, dass in der Endphase des Krieges mehr als die Hälfte aller männlichen Angehörigen der deutschen Spielfilmindustrie als Soldaten und beim Volkssturm zwangsdienstverpflichtet wurden. Im Zuge der Schauprozesse vor dem Volksgerichtshof nach dem Attentat vom 20. Juli 1944 zeigte sich Hinkel an der Seite Ernst Kaltenbrunners als Zuschauer im Gerichtssaal.
1945 wurde Hinkel zunächst durch die US-Amerikaner in Dachau interniert und 1947 wegen seiner Verwicklung in den Raub polnischer Kulturgüter nach Polen überstellt. Seine sämtlichen Veröffentlichungen, darunter die von ihm herausgegebenen Schriften Handbuch der Reichskulturkammer und Judenviertel Europas, wurden in der Sowjetischen Besatzungszone auf die Liste der auszusondernden Literatur gesetzt. Ein 1949 von der Hauptkammer München in Abwesenheit eröffnetes Entnazifizierungsverfahren gegen den im Warschauer Gefängnis Mokotów einsitzenden Hinkel endete mit einem Urteil über zwei Jahre Haft im Arbeitslager als „Hauptschuldiger“ unter Anrechnung der bisherigen Inhaftierung. Man kam zu der Einschätzung, dass Hinkel „nach Goebbels unzweifelhaft der maßgebendste und rührigste Trommler für die Werbung zum NS und zwar von der allerersten Zeit an“ gewesen sei. Hinkel konnte schließlich 1952 aus Polen in die Bundesrepublik Deutschland zurückkehren, wo er in einem erneuten Verfahren vor dem Entnazifizierungs-Hauptausschuss Hildesheim nunmehr lediglich als „Minderbelasteter“ eingestuft wurde.
Hinkel schloss am 5. Mai 1956 in Göttingen eine dritte Ehe. Er verstarb dort am 8. Februar 1960.

## SS-Dienstgrade
- SS-Sturmbannführer seit 15. September 1935[9]
- SS-Obersturmbannführer seit 30. Dezember 1935[9]
- SS-Standartenführer seit 20. April 1936[9]
- SS-Oberführer seit 30. Januar 1937[9]
- SS-Brigadeführer
- SS-Gruppenführer seit 1943[15]

## Auszeichnungen

### Auszeichnungen in der Zeit des Nationalsozialismus
- Blutorden der NSDAP[9]
- Goldenes Parteiabzeichen der NSDAP
- Gau-Traditionsabzeichen Berlin in Silber
- Dienstauszeichnung der NSDAP I. Stufe (10 Dienstjahre) und II. Stufe (15 Dienstjahre)
- SS-Ehrendegen[9]
- SS-Ehrenring (Totenkopfring)[9]
- Ehrenwinkel der Alten Kämpfer
- Kriegsverdienstkreuz I. Klasse ohne Schwerter
- Medaille zur Erinnerung an den 13. März 1938
- Medaille zur Erinnerung an den 1. Oktober 1938